# La Campiña (estación)
La estación sencilla La Campiña, hace parte del sistema de transporte masivo de Bogotá llamado TransMilenio inaugurado en el año 2000.

## Ubicación
La estación está ubicada en el noroccidente de la ciudad, más específicamente en la Avenida Suba entre carreras 99A y 100. Se accede a ella a través de un cruce semaforizado ubicado en la Carrera 99.
Atiende la demanda del barrio Las Flores y sus alrededores.
En las cercanías se encuentra el conjunto residencial SUA y una estación de servicio Biomax.

## Origen del nombre
La estación recibe su nombre de una zona que antes eran terrenos baldíos, ubicados en el costado norte. Hoy en día la mayoría de tierra ha sido urbanizada con torres de más de diez pisos. Una de las urbanizaciones lleva el nombre de La Campiña.

## Historia
El 29 de abril de 2006 fue inaugurada la troncal de la Avenida Suba, que hace parte de la fase dos del sistema TransMilenio.
El día 17 de noviembre de 2014, fue reabierta el vagón 2 de esta estación, luego de una semana de cierre por adecuaciones en las infraestructuras para dar paso a los buses biartículados.

## Servicios de la estación

### Servicios troncales
| Tipo                                            | Rutas al Norte | Rutas al Noroccidente | Rutas al Sur |
| ----------------------------------------------- | -------------- | --------------------- | ------------ |
| Ruta fácil                                      |                | 7                     | 7            |
| Expresos todos los días todo el día             |                | C15 C25               | H15 L25      |
| Expresos lunes a viernes todo el día            |                | C17                   | H17          |
| Expresos lunes a viernes hora pico de la mañana | B50            |                       |              |
| Expresos lunes a viernes hora pico de la tarde  |                | C50                   |              |
| Expresos sábados de 4:00 a. m. a 3:00 p. m.     |                | C17                   | H17          |

### Esquema
| ← Norte |         |             |
| C15C25  | 7C17C50 | Carrera 98B |
| Vagón 2 | Vagón 1 |             |
| H15L25  | 7B50H17 | Carrera 98B |
| Sur →   |         |             |

### Servicios urbanos
Así mismo funcionan las siguientes rutas urbanas del SITP en los costados externos a la estación, circulando por los carriles de tráfico mixto sobre la Avenida Suba, con posibilidad de trasbordo usando la tarjeta TuLlave:
| Código | Sector                | Dirección         | Rutas                                                                    |
| ------ | --------------------- | ----------------- | ------------------------------------------------------------------------ |
| 197A03 | C Estación La Campiña | Av. Suba - KR 99  | T08C109C116C117C124C129C138C144C151C156C159C160C321 599 E17 T13 T55 T795 |
| 043A03 | C Sabana de Tibabuyes | Av. Suba - KR 98B | A124A129A151B109B138G156H116                                             |

## Ubicación geográfica
| Noroeste: Suba       | Norte: Suba     | Nordeste: Suba       |
| Oeste: C Portal Suba |                 | Este: C Suba - Tv.91 |
| Suroeste: Suba       | Sur: D Quirigua | Sureste: Suba        |